# Controsterzo
Il controsterzo è una manovra di guida per auto e moto che consiste nel ruotare il volante o il manubrio verso l'esterno della curva che si sta percorrendo. Questa manovra si esegue in reazione a una sbandata che, se non controllata, porterebbe al testacoda, al capottamento o all'uscita di strada in auto o alla caduta in moto. 

## Descrizione

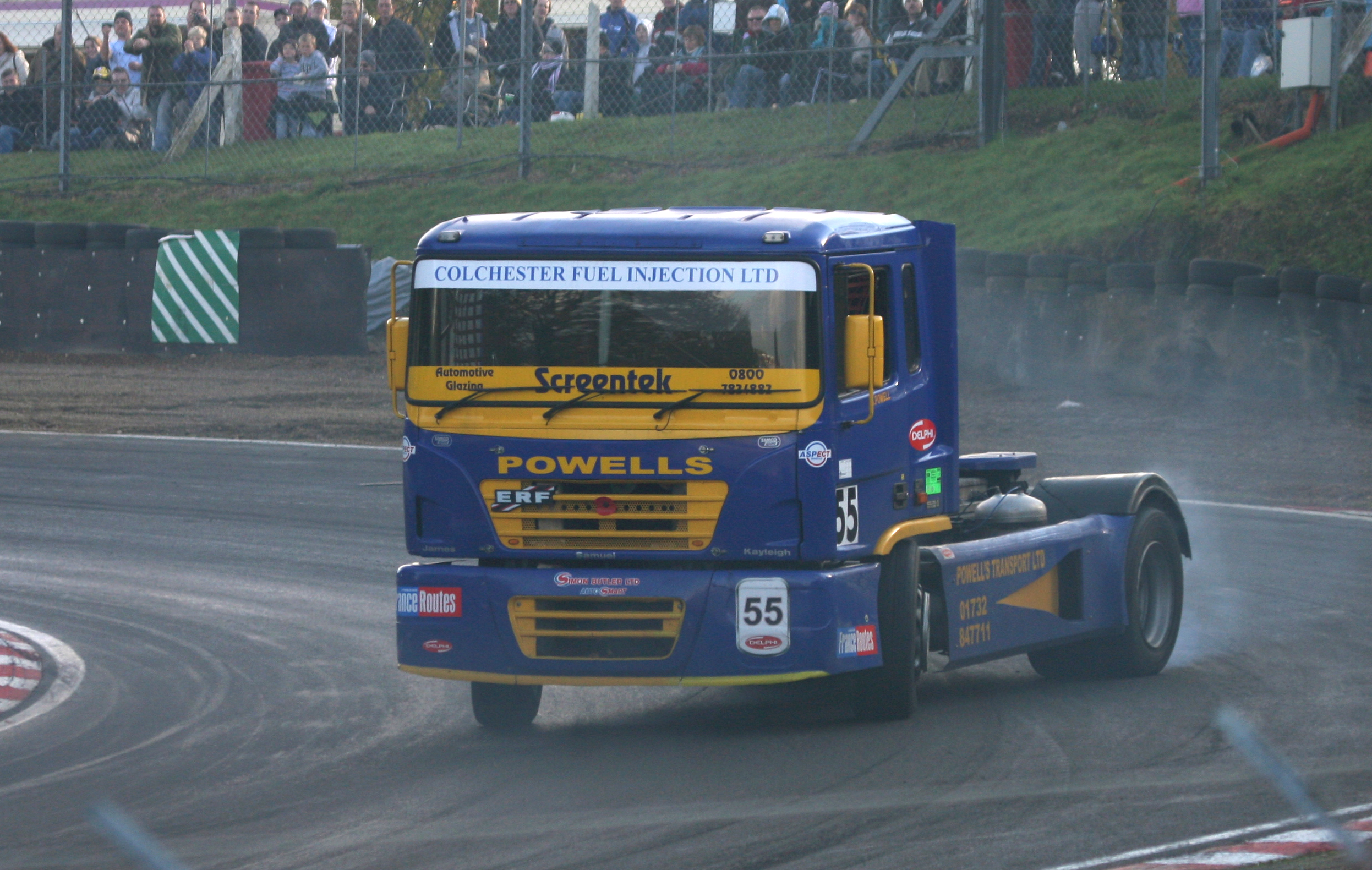
Un camion da corsa intento ad eseguire la manovra del controsterzo

A seguito della sbandata, le ruote del veicolo si disallineano rispetto alla direzione di marcia: di conseguenza derapano, cioè slittano lateralmente, perdendo aderenza e il veicolo inizia a scivolare verso l'esterno della curva.
Con il controsterzo (se eseguito in tempo) si rivolgono di nuovo le ruote anteriori nella direzione di marcia, si interrompe lo slittamento delle posteriori e si riprendono l'aderenza e il controllo della vettura.

## Uso nelle competizioni

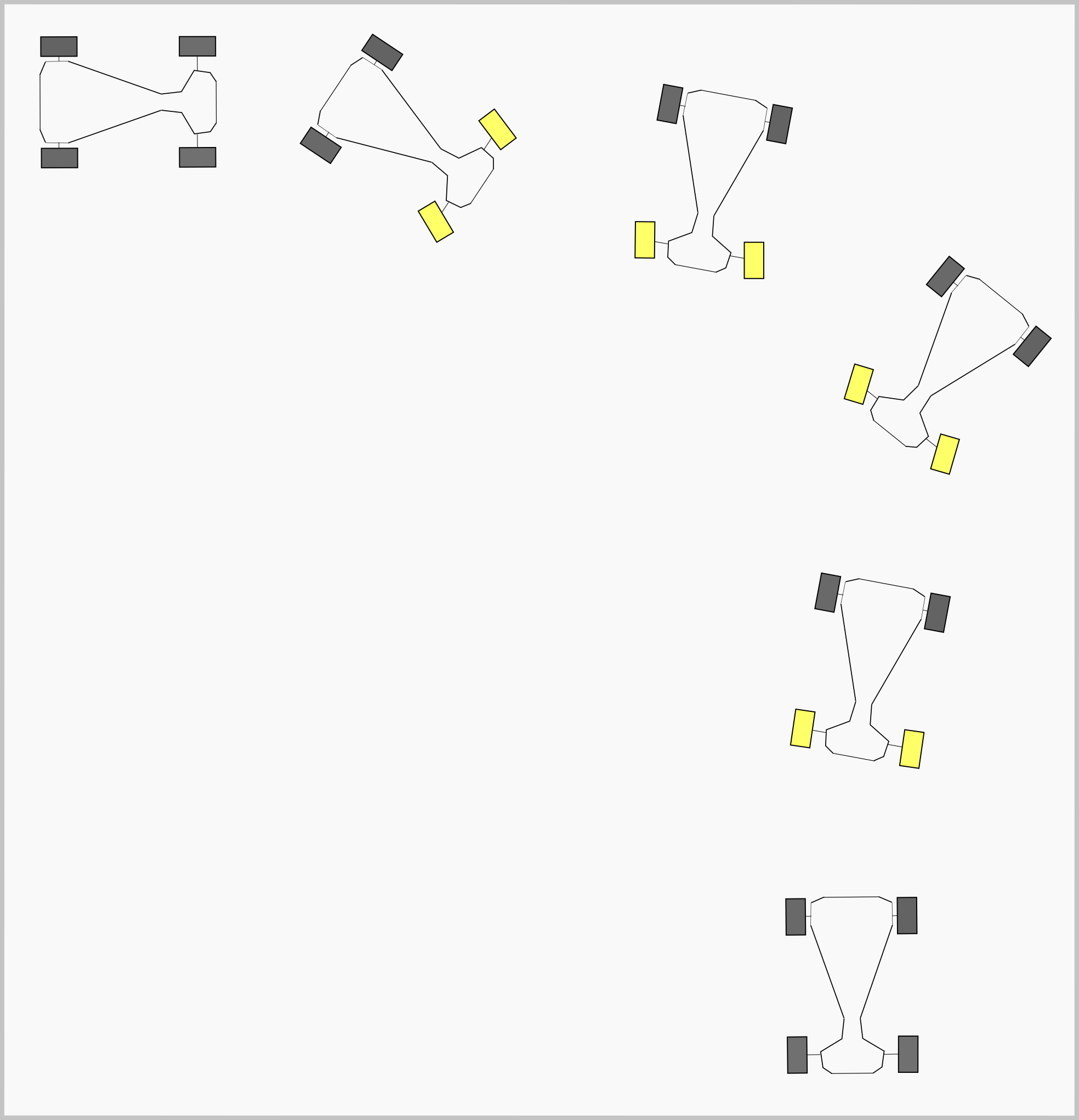
Fasi della manovra del controsterzo

Nella tecnica della sbandata controllata, il pilota induce volontariamente la sbandata sterzando bruscamente e poi usa il controsterzo e la trazione sull'asse posteriore per controllarla e percorrere tutta la curva in assetto sbandato. Si tratta di una manovra molto spettacolare specialmente in moto, ma richiede molta perizia per essere eseguita correttamente, ed è assolutamente sconsigliata al di fuori delle competizioni su pista in quanto è facile perdere il controllo ed uscire di strada.

## Predisposizioni
Questa manovra può essere effettuata anche con vetture a trazione anteriore grazie all'ausilio del freno a mano, ma è con le trazioni integrali e soprattutto posteriori che si hanno le manovre più spettacolari; con vetture di questo tipo avremo infatti dei sovrasterzi di potenza controllati che potranno essere effettuati in ingresso curva con la scalata di marcia, in questo modo il freno motore (nelle auto A/P; C/P o P/P) indurrà una sbandata al posteriore che potrà essere accentuata e controllata tramite sterzo e gas. Inizialmente avremo una pressione maggiore sul pedale destro per poi controllarlo e gestirlo per tutta la percorrenza della sbandata a seconda che dobbiamo aprire o chiudere la curva.